# Hans Henrik Rømeling (officer)
 Der er flere personer med dette navn, se Hans Henrik Rømeling.
Hans Henrik (Hinrich) Rømeling (20. april 1770 i Frederikstad i Norge – 25. april 1840 i København) var en dansk officer, bror til bl.a. Carl og Johan Berendt Rømeling.
Han var en søn af generalløjtnant Rudolph Woldemar Rømeling og dennes 2. hustru. Han blev kadet 1780, sekondløjtnant 1786, premierløjtnant 1795 og kaptajn i Ingeniørkorpset 1803. Kronprins Frederik optog ham 2 år efter i sin stab, og her forblev han i en hel menneskealder. Da Gebhard Leberecht von Blücher i efteråret 1806 efter nederlaget ved Auerstedt med en del af den slagne preussiske hær søgte tilflugt i Lübeck, blev den danske neutralitet krænket af de forfølgende franskmænd. Rømeling blev da sendt som parlamentær til disses fører, Joachim Murat, for at klage over dette overgreb, og han skilte sig med megen takt fra sit vanskelige hverv. I 1807 overtog Rømeling posten som stabschef hos Frederik af Hessen, da denne i kronprinsens fraværelse overtog kommandoen over hæren i Holsten. Året efter blev han major og overadjudant i den nyoprettede Generalstab, sad i flere år i Defensionskommissionen, blev 1812 oberstløjtnant og generaladjudant-løjtnant og fulgte 1814 med kongen, da denne overtog kommandoen over den aktive hær på Fyn. Rømeling hørte i udpræget grad til de forhadte "røde fjer"; hans tilbøjelighed til spil og galante eventyr var almindeligt kendt, og folkevittigheden havde altid travlt med ham. "Rømelings batterier" kaldtes de snebunker, der i den strenge vinter 1813–14 kørtes sammen på Københavns torve. Dette skadede dog ikke hans avancement. Han blev oberst 1816, fik kammerherrenøglen det følgende år, blev Ridder af Dannebrog 1824, Dannebrogsmand 1826, Kommandør af Dannebrog 1828 og 1838 generalmajor à la suite og sat på ventepenge. Han døde ugift 25. april 1840.
Han er begravet på Garnisons Kirkegård.
Der findes en elfenbensminiature fra ca. 1810-15 i familieeje. Portrætteret på Niels Simonsens maleri fra 1860 af Revuen over 2. jyske Regiment ca. 1830 ved Eremitagen. Stik af Andreas Flint.